# Рокінгем (Австралія)

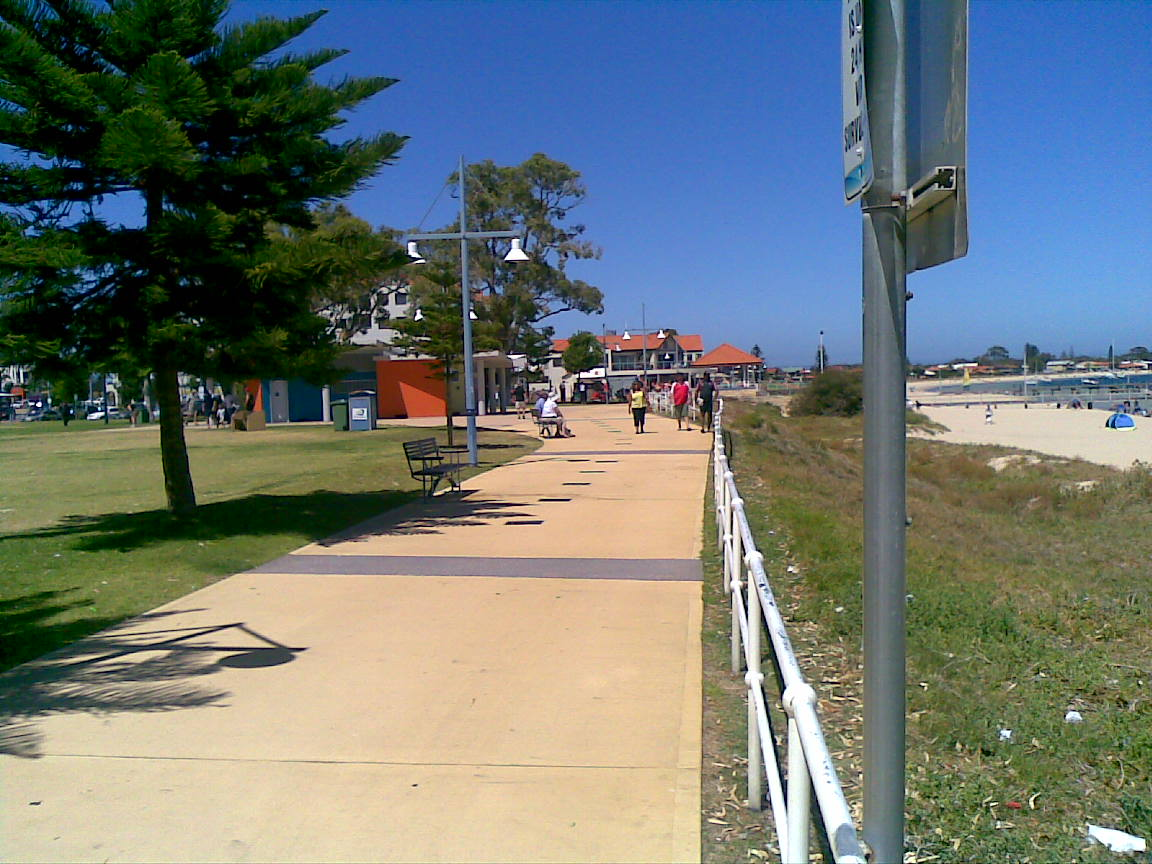
Пляж Рокінгема

Рокінгем (англ. Rockingham) — місто Західної Австралії з населенням 108 022 (станом на 2011), площа 14.7 км². Отримав свою назву від одного з парусників, яким Томас Піл привозив переселенців у Західну Австралію 1830 року.
Рокінгем — один з перших центрів у Західній Австралії, розташований на пляжі, звідки на північ тягнеться район морської промисловості. Зовсім поруч на північному заході Австралії розташований один з найбільших військово-морських флотів і база підводних човнів, а також Острів-Сад, пов'язаний з материком дамбою. У цьому ж районі розташований Морський парк.

## Історія
Рокінгем був першим поселенням на Західному узбережжі і вже згодом, у 1847 році, з'явилися пропозиції продажу земель. Тим не менше, кілька лотів були продані аж за часів розвитку залізниці і пристані в 1872 році. Це сприяло транспортуванню деревини та сандалового дерева з Європи.
Рокінгем процвітав до часів розбудови ще одного міста — Фрімантл в 1897 році, що знизило значущість Рокінгема як порту для прийому деревини.

## Туризм

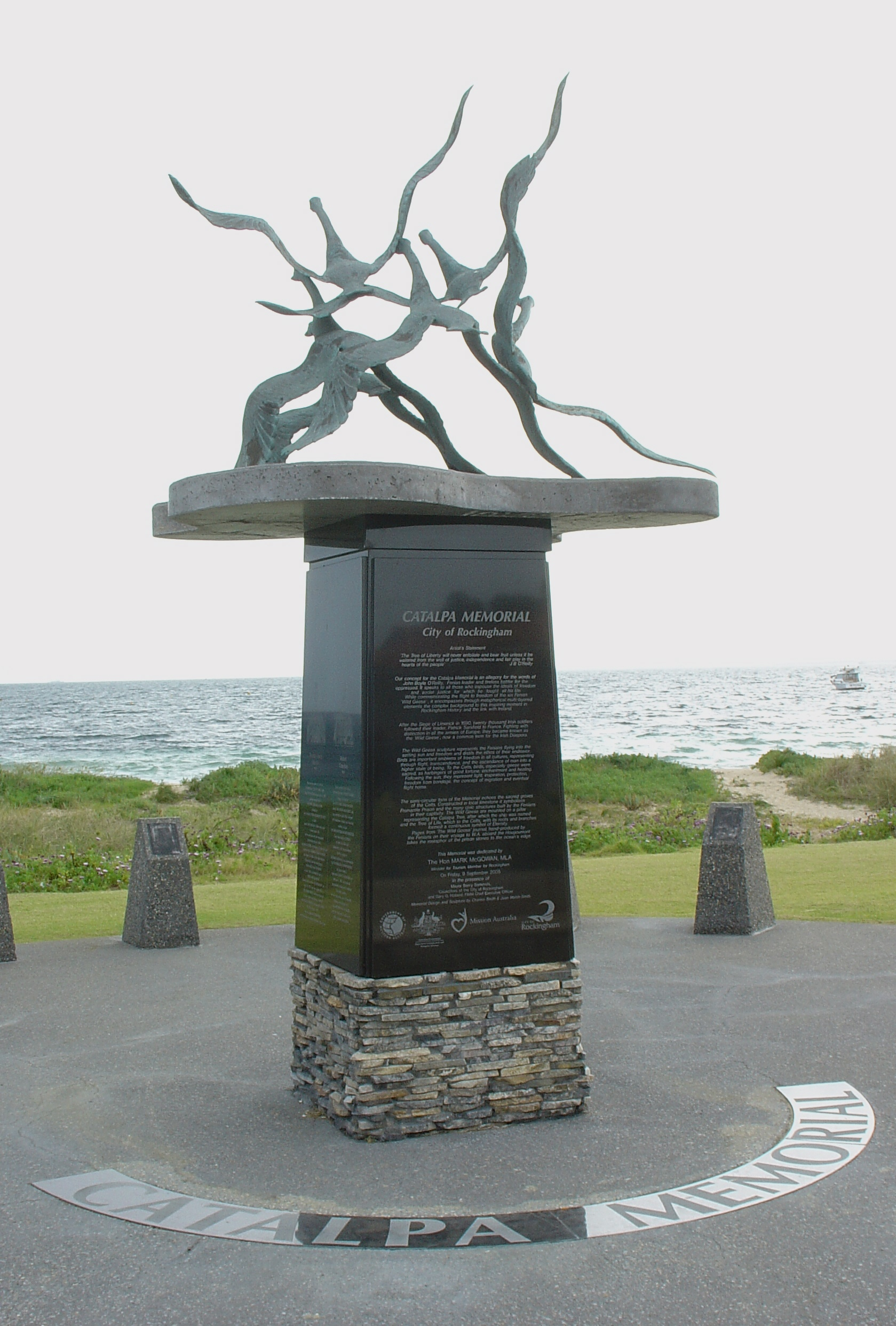
Меморіал з шістьох диких гусей у польоті

З дев'ятнадцятого століття постійні екскурсійні та розважальні атрибути стали основою індустрії туризму. Відвідувачі можуть орендувати невеликі човни або пороми, щоб подивитися дельфінів, тюленів, пеліканів і пінгвінів у морських парках. Узбережжя в сусідній затоці за рівнем безпеки ідеально підходить для віндсерфінгу і кайтсерфінгу. На березі моря надаються безкоштовні зони для барбекю і пікніків, доповнюючи широкий асортимент послуг готелів і ресторанів.
Як торговий центр Рокінгем приваблює значну частину немісцевого бізнесу, надаючи ліцензію на торгівлю по неділях під час публічних свят і шкільних канікул.
Рокінгем обслуговується залізничним вокзалом, побудованим ще наприкінці ХІХ століття. Також розбудоване широке розгалуження автобусної мережі у різних напрямках, що робить Рокінгем зручним місцем відпочинку ще й з точки зору транпортного сполучення.
Серед атракцій та пам'ятників виділяється Меморіал — статуя, що зображає шість диких гусей у польоті, які зображають політ ірландсько-австралійських громадян, зокрема Френсіса Конлана, чиє ім'я також записано на меморіалі. Несправедливо засуджені 6 людей шукали прихистку в Австралії, втікаючи з ірландської тюрми. У районі Рокінгема вони здійснили небезпечний, але успішний переліт всередину материка.
На північ від Рокінгема також розташований Морський Меморіальний парк, що містить пам'ятні таблиці з іменами відомих мореплавців Австралії.
Теплий субтропічний клімат у Рокінгемі зумовлює майже круглорічне літо, а рівень комфорту готелів, закладів відпочинку, екзотична місцева кухня і багатий рослинний і тваринний світ забезпечують популярність цього містечка серед туристів з різних куточків світу. А вечорами тут влаштовують вечірки на узбережжі з традиційною австралійською музикою, легкими коктейлями, запальними танцями та ін.
У порті Рокінгем можна побачити безліч кораблів з різних країн, адже місто є важливим портом Західного узбережжя. Там же організовують екскурсії на катерах і пароплавах, які прямують до сусідніх портів. Рокінгем — прекрасне місце для відпочинку, нових вражень, яскравих емоцій та пізнання нової культури.

## Галерея

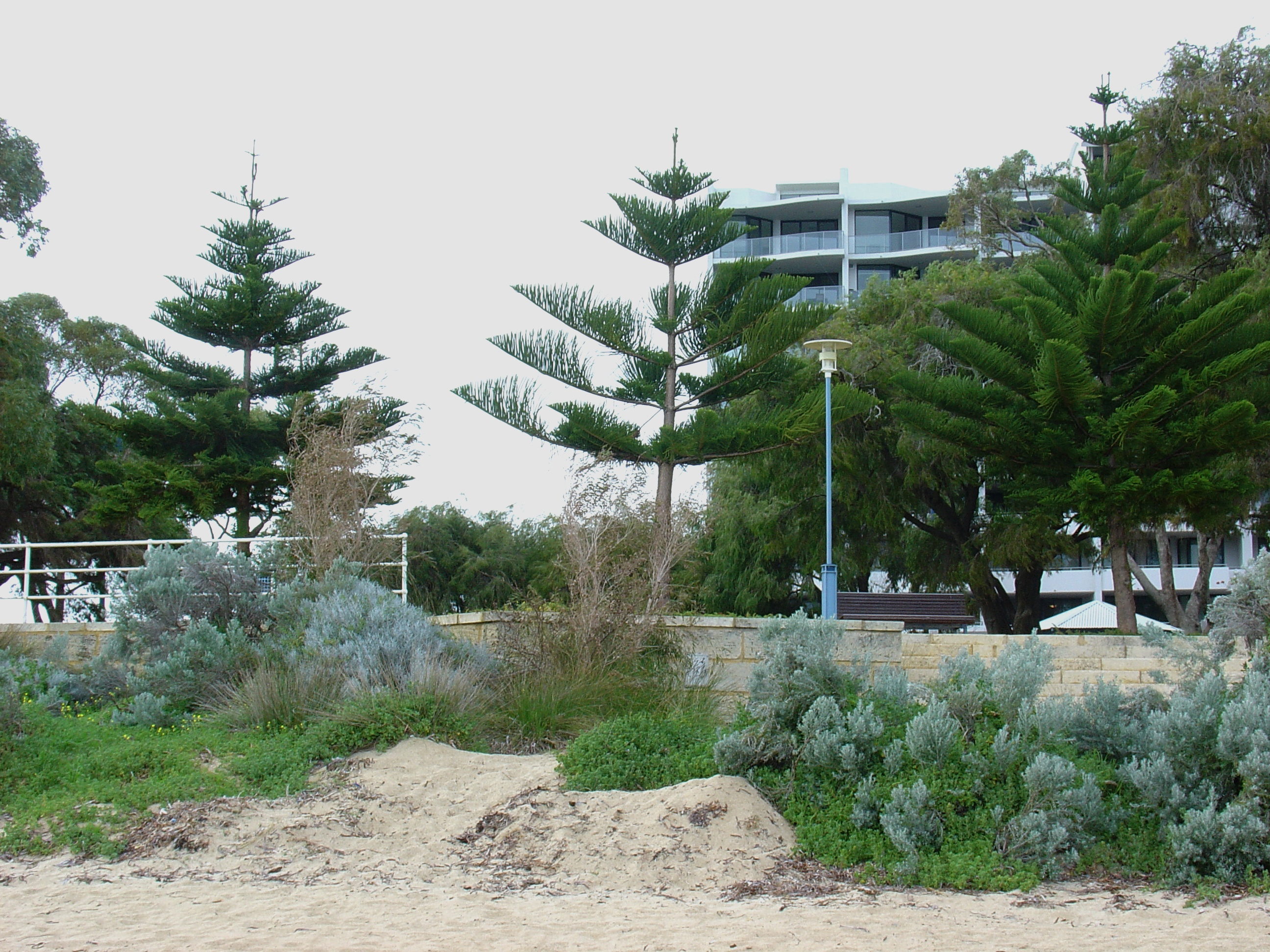
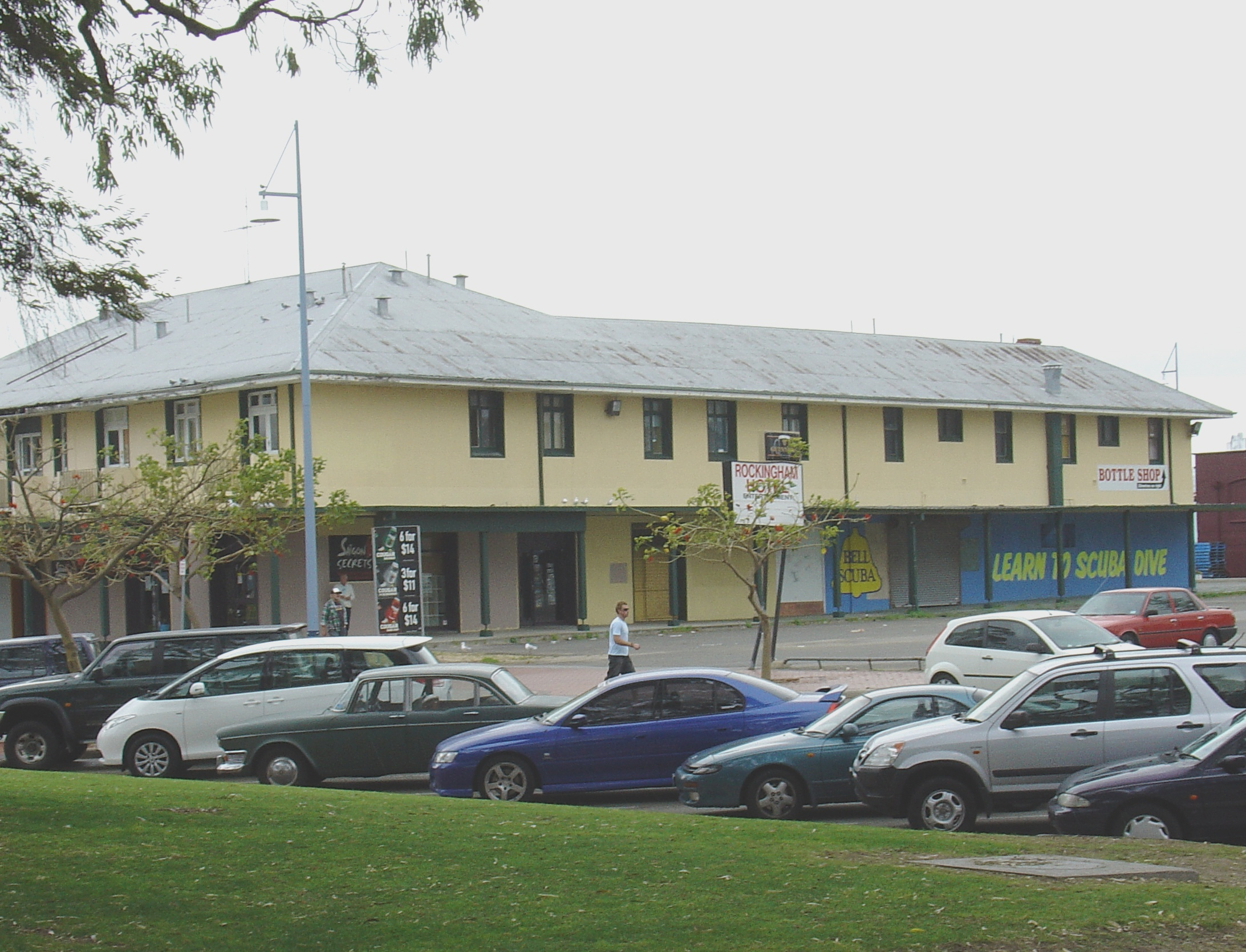
Старий рокінгемський готель
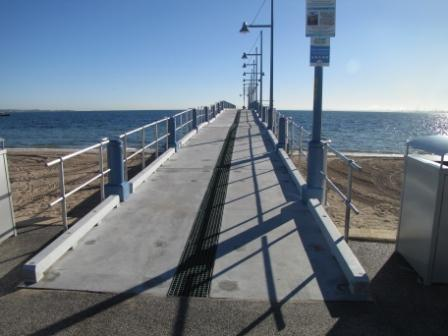
Пірс
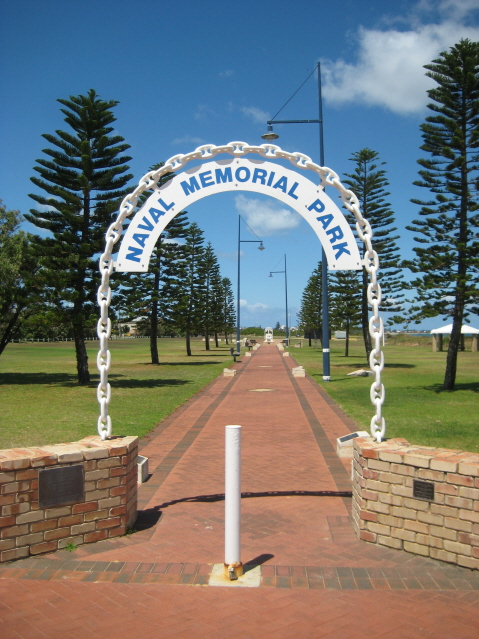
Морський Меморіальний парк